# Argun (flod i Asien)
Argun (ryska: Аргу́нь, kinesiska: 额尔古纳河; É'ěrgǔnà Hé) är ett vattendrag i nordöstra Asien. Den är 1620 km lång. Namnet Argun kommer från betydelsen "bred" på mongoliska. Argun rinner upp från västsidan av fjällkedjan Stora Hinggan i Inre Mongoliet i Kina. I dess övre lopp går den under namnet Hailarfloden, som ibland används som namn för hela Argun. Argun en biflod och källflod till Amur, och Kerulen från Burkhan Khaldun är genom Hulunsjön källflod till Argun. Vid gränsen mellan Heilongjiang och Inre Mongoliet sammanflyter Argun med Sjilka och övergår då i Amur.
Vid fördraget i Nertjinsk 1689 beslutades att allt territorium söder om Argun tillhör Kina, och området från norra stranden tillhör Ryssland och 965 km av Argun är gränsflod mellan Ryssland och Kina.